# دکترین سیناترا

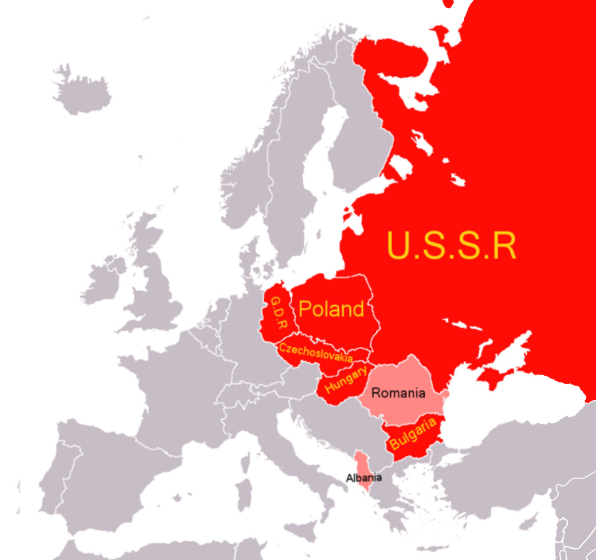
نقشه کشورهای اروپای شرقی

دکترین سیناترا نامی است که گنادی گراسیموف، سخنگوی وزارت خارجه شوروی، در سال ۱۹۸۹ به سیاست جدید شوروی در رفتار با کشورهای کمونیست اروپای شرقی داد. این سیاست به این کشورها خودفرمانیِ خود را می‌داد و در مقابلِ دکترین برژنف قرار داشت که در صورت خطر دیدن کشورهای سوسیالیسم به کشورهای سوسیالیسم دیگر اجازهٔ دخالت می‌داد.
گراسیموف در مصاحبه با برنامه تلویزیونی آمریکا به نام «صبح به خیر آمریکا» و در توضیح سخنرانی دو روز پیشتر ادوارد شواردنادزه وزیر خارجه شوروی گفت «اکنون دکترین ما دکترین فرانک سیناترا است. او آهنگی دارد که می‌گوید من کار را به شیوه خودم کردم. بنابراین هر کشوری به شیوه خودش تصمیم می‌گیرد که از چه راهی برود.»
استالین در راستای این دکترین می‌گفت: «نگاهِ ما به خودفرمانی باید براساس سود و زیانِ سوسیالیسم باشد. اگر این مولفه به نفع سوسیالیسم (الحاق منطقه و جمهورِ نام‌برده به شوروی) است، آن را به رسمیت بشناسیم و اگر به ضررِ سوسیالیسم (جدایی بخشی از خاکِ شوروی) است، آن را به رسمیت نشناسیم.» او این تغییرِ موضع را «نگاهِ دیالکتیکی» می‌نامید.